# Sifiso Masina
Sifiso Albert Masina (15 febbraio 1999) è un canoista sudafricano.

## Biografia
Ai mondiali di maratona di Pietermaritzburg 2017 ha guadagnato la medaglia di bronzo nel K1 junior, terminando la gara alle spalle dell'ungherese Ádám Varga  e del britannico Charles Smith.
Ai Giochi panafricani di Rabat 2019 ha vinto la medaglia d'oro nel K4 500 metri, in squadra con Chrisjan Coetzee, Louis Hattingh e Jarryd Gibson.
Ai mondiali velocità Seghedino 2019 è arrivato in ventottesimo nella finale del K1 5000 metri.

## Palmarès
- Giochi panafricani

Rabat 2019: oro nel K4 500 m;
- Mondiali di maratona

Pietermaritzburg 2017: bronzo nel K1 junior